# 瓦里安医疗系统
瓦里安医疗系统（英語：Varian Medical Systems）是一家美国医疗器械公司，主要提供肿瘤、癌症类相关设备或软件。

## 历史
1948年成立于美国加利福尼亚州帕罗奥图，2020年8月西门子医疗宣布以164亿美元将其收购。